# Elatostema pseudooblongifolium
Elatostema pseudooblongifolium es una especie de planta del género Elatostema, perteneciente a la familia Urticaceae.

## Taxonomía
Elatostema pseudooblongifolium fue descrita por Wen Tsai Wang en 2012.

## Distribución
Se encuentra en el territorio centro-sur y sudeste de China.